# Yang Guorong
Yang Guorong 杨国荣 (Xina, octubre de 1957), és un filòsof contemporani xinès. Nascut a Zhuji, Zhejiang, és un acadèmic, actualment degà, professor i director de doctorat de l'Escola d'Humanitats i Ciències Socials de la East China Normal University. És o ha sigut president de la Societat Internacional de Filosofia Xinesa (ISCP), president de la Societat Internacional de Metafísica (ISM), membre de l'Institut Internacional de Filosofia (IIP), vicepresident de la Societat Nacional de Història de la filosofia xinesa. És titular de la càtedra Changjiang del Ministeri d'Educació de la Xina.
Les seves àrees de recerca inclouen la metafísica, l'ètica, la filosofia xinesa i la filosofia comparada. És autor de més de 10 llibres i més de 400 articles.